# Belgique au Concours Eurovision de la chanson 1999
La Belgique a participé au Concours Eurovision de la chanson 1999 le 29 mai à Jérusalem, en Israël. C'est la 42e participation belge au Concours Eurovision de la chanson.
Le pays est représenté par la chanteuse Vanessa Chinitor et la chanson Like the Wind, sélectionnées par la VRT au moyen d'une finale nationale.

## Sélection

### Eurosong 1999
Le radiodiffuseur belge pour les émissions néerlandophones, la Vlaamse Radio- en Televisieomroep (VRT), organise la 9e édition du concours national Eurosong pour sélectionner l'artiste et la chanson représentant la Belgique au Concours Eurovision de la chanson 1999.
L'Eurosong 1999, présenté par Bart Peeters, est composé de trois demi-finales et une finale nationale et a lieu du 7 au 28 février 1999 à Schelle. Les différentes chansons sont interprétées en néerlandais, l'une des trois langues officielles de la Belgique, et également en anglais, à la suite de la suppression de la règle sur les langues à l'Eurovision.

#### Demi-finales
Les trois demi-finales ont lieu du 7 au 21 février 1999 afin de sélectionner les huit finalistes pour la finale belge. Sept chansons ont participé dans chaque demi-finale, la chanson arrivée première au classement (et deuxième lors de la deuxième demi-finale), sélectionnée par un jury professionnel, avance en finale.

##### 1redemi-finale
| Ordre | Artiste          | Chanson               | Langue      | Traduction                    | Points | Place |
| ----- | ---------------- | --------------------- | ----------- | ----------------------------- | ------ | ----- |
| 1     | Splinter         | Als schepen verwelken | Néerlandais | Quand les bateaux s'éloignent | 18     | 5     |
| 2     | Fé               | Love Me               | Anglais     | Aime-moi                      | 27     | 2     |
| 3     | Piece of Cake    | Do It Again           | Anglais     | Refais-le encore              | 13     | 6     |
| 4     | Belle Perez      | Hello World           | Anglais     | Salut le monde                | 27     | 2     |
| 5     | Matadi           | Wo-Y-Yè               | Néerlandais | –                             | 11     | 7     |
| 6     | Vanessa Chinitor | Like the Wind         | Anglais     | Comme le vent                 | 36     | 1     |
| 7     | Margriet Hermans | Ik vaar met je mee    | Néerlandais | Je navigue avec toi           | 23     | 4     |

##### 2edemi-finale
| Ordre | Artiste          | Chanson             | Langue                | Traduction             | Points | Place |
| ----- | ---------------- | ------------------- | --------------------- | ---------------------- | ------ | ----- |
| 1     | Bjorn & Joeri    | Je doet wat je doet | Néerlandais           | Tu fais ce que tu fais | 14     | 6     |
| 2     | Laurena          | Diamond in Heaven   | Anglais               | Diamant au paradis     | 17     | 4     |
| 3     | Matiz            | Negentien           | Néerlandais           | Dix-neuf               | 19     | 3     |
| 4     | Voice Male (nl)  | This Is My Life     | Anglais               | C'est ma vie           | 32     | 2     |
| 5     | Davy Gilles (nl) | Waar ben jij        | Néerlandais           | Où es-tu               | 13     | 7     |
| 6     | Wendy Fierce     | Never Give Up       | Anglais               | N'abandonne jamais     | 45     | 1     |
| 7     | Frank Galan      | Dame tu vida        | Néerlandais, espagnol | Donne moi-ta vie       | 15     | 5     |

##### 3edemi-finale
| Ordre | Artiste          | Chanson                   | Langue      | Traduction                         | Points | Place |
| ----- | ---------------- | ------------------------- | ----------- | ---------------------------------- | ------ | ----- |
| 1     | Martine Foubert  | Come to Me                | Anglais     | Viens à moi                        | 30     | 2     |
| 2     | Yves Segers (nl) | Recht vooruit             | Néerlandais | Droit devant                       | 15     | 6     |
| 3     | Alana Dante (en) | Get Ready for the Sunsand | Anglais     | Soyez prêt pour le sable du Soleil | 32     | 1     |
| 4     | Nadia            | I'm in Heaven             | Anglais     | Je suis au paradis                 | 23     | 4     |
| 5     | Ricky Fleming    | Door jou                  | Néerlandais | Par toi                            | 12     | 7     |
| 6     | Dominic          | Tonight Is the Night      | Anglais     | Ce soir est le soir                | 25     | 3     |
| 7     | K3               | Heyah Mama!               | Néerlandais | –                                  | 18     | 5     |

#### Finale
La finale de l'Eurosong 1999 a lieu le 28 février 1999.
Huit chansons ont participé, dont quatre ont été sélectionnées à travers les demi-finales et les quatre autres en interne par la VRT.
| Ordre | Artiste          | Chanson                   | Langue      | Traduction                         | Points | Place |
| ----- | ---------------- | ------------------------- | ----------- | ---------------------------------- | ------ | ----- |
| 1     | Wendy Fierce     | Never Give Up             | Anglais     | N'abandonne jamais                 | 31     | 2     |
| 2     | Natural High     | Finally                   | Anglais     | Enfin                              | 13     | 7     |
| 3     | Voice Male (nl)  | This Is My Life           | Anglais     | C'est ma vie                       | 24     | 5     |
| 4     | Medusa           | Into My Life              | Anglais     | Dans ma vie                        | 8      | 8     |
| 5     | Alana Dante (en) | Get Ready for the Sunsand | Anglais     | Soyez prêt pour le sable du Soleil | 30     | 3     |
| 6     | Petra (nl)       | Diep in mijn huid         | Néerlandais | Profondément dans ma peau          | 16     | 6     |
| 7     | Vanessa Chinitor | Like the Wind             | Anglais     | Comme le vent                      | 46     | 1     |
| 8     | Sarah (nl)       | He's the One              | Anglais     | Il est celui                       | 27     | 4     |

Lors de cette sélection, c'est la chanson Like the Wind, interprétée par Vanessa Chinitor, qui fut choisie.

## À l'Eurovision

### Points attribués par la Belgique
| 12 points | Pays-Bas           |
| 10 points | Allemagne          |
| 8 points  | Islande            |
| 7 points  | Suède              |
| 6 points  | Autriche           |
| 5 points  | Croatie            |
| 4 points  | Estonie            |
| 3 points  | Israël             |
| 2 points  | Slovénie           |
| 1 point   | Bosnie-Herzégovine |

### Points attribués à la Belgique
| 12 points          | 10 points            | 8 points | 7 points           | 6 points |
| ------------------ | -------------------- | -------- | ------------------ | -------- |
|                    | - Irlande - Pays-Bas |          |                    |          |
| 5 points           | 4 points             | 3 points | 2 points           | 1 point  |
| - Estonie - Israël | - Croatie            |          | - France - Pologne |          |

Vanessa Chinitor interprète Like the Wind en 2e position lors de la soirée du concours, suivant la Lituanie et précédant l'Espagne.
Au terme du vote final, la Belgique termine 12e sur les 23 pays participants, ayant reçu 38 points au total provenant de sept pays différents,.